# Gilles Quénéhervé
Gilles Quénéhervé (ur. 17 maja 1966 w Paryżu) – francuski lekkoatleta specjalizujący się w biegach sprinterskich, dwukrotny uczestnik letnich igrzysk olimpijskich (Seul 1988, Barcelona 1992), brązowy medalista olimpijski z Seulu w biegu sztafetowym 4 × 100 metrów.

## Sukcesy sportowe
- mistrz Francji w biegu na 200 metrów – 1989[1]
- halowy mistrz Francji w biegu na 200 metrów – 1990[2]

| Rok  | Miasto       | Zawody                    | Konkurencja                      | Wynik                    |
| ---- | ------------ | ------------------------- | -------------------------------- | ------------------------ |
| 1986 | Stuttgart    | mistrzostwa Europy        | sztafeta 4 × 100 metrów          | 4. miejsce               |
| 1987 | Indianapolis | halowe mistrzostwa świata | bieg na 200 m                    | 4. miejsce               |
| 1987 | Liévin       | halowe mistrzostwa Europy | bieg na 200 m                    | 4. miejsce               |
| 1987 | Rzym         | mistrzostwa świata        | bieg na 200 m                    | srebrny medal            |
| 1988 | Seul         | igrzyska olimpijskie      | sztafeta 4 × 100 m bieg na 200 m | brązowy medal 6. miejsce |

## Rekordy życiowe
- bieg na 100 metrów – 10,17 – Genewa 18/06/1994
- bieg na 200 metrów – 20,16 – Rzym 03/09/1987
- bieg na 200 metrów (hala) – 20,81 – Liévin 22/02/1987